# Cactus (canción)
«Cactus» es una canción de la banda de rock alternativo estadounidense Pixies. Es la octava pista de su álbum de 1988 Surfer Rosa. Fue escrita y cantada por el líder la banda Black Francis y producida por Steve Albini.

## «Pixies»
Entre la segunda estrofa y el coro de «Cactus», la banda y los miembros del estudio de grabación deletrean la palabra «Pixies». John Murphy, marido de la bajista Kim Deal, después comentó: «Puedes oírles deletreando ‘Pixies’ en el descanso, cosa que T. Rex hizo en una de sus canciones, “T-R-E-X”, y ellos lo copiaron». Yo estaba en contra, estaba como: «yo no hago eso», está tan trillado... y soy el único que no lo hizo. A Steve Albini le gustó la idea y la siguió. Así que soy el único que no aparece en la pista [...] Cualquiera que estuviera en el estudio podía entrar y hacerlo".

## Versiones
David Bowie grabó una versión de esta canción para su álbum Heathen de 2002.  La versión deletrea D-A-V-I-D en el descanso. Bowie tocó la canción en directo en su Heathen Tour de 2002 y en su A Reality Tour de 2003. Una versión en directo de 2003 se encuentra en el DVD A Reality Tour.